# Zeschwitz
Zeschwitz war ein Dorf südlich von Leipzig, das als erstes dem mitteldeutschen Braunkohlebergbau als Ganzes zum Opfer gefallen ist. Seine Flur wurde 1942 nach Böhlen eingemeindet.

## Lage
Zeschwitz lag etwa zwei Kilometer südöstlich von Zwenkau und ebenso weit nordwestlich von Böhlen und damit auf dem flachen Landrücken zwischen den Tälern der Weißen Elster und der Pleiße. Zu beiden Orten sowie nach Stöhna bestand eine Straßenverbindung. Etwa 700 Meter nördlich von Zeschwitz begann das große Waldgebiet der Harth.
Im heutigen Gelände nach der Rekultivierung der Bergbauflächen ist der Platz von Zeschwitz etwa 500 Meter südöstlich der Brücken der Bundesstraße 2 vor dem Gewerbegebiet Zwenkau (von Leipzig kommend) festzumachen.

## Geschichte

Zeschwitz um 1840

Zeschwitz war, wie die meisten Orte der Gegend, eine slawische Gründung, die bereits lange vor ihrer ersten Erwähnung 1431 als Scheschewitz bestanden haben muss. Gurlitt folgert aus Charakteristika des Baus der Zeschwitzer Kirche, dass ihre Errichtung vor 1300 nicht ausgeschlossen ist. Die beiden Kirchenglocken waren mit 1500 beschriftet. Die Namen der Pfarrer in Zeschwitz sind ab 1599 bekannt, die der Schullehrer ab 1730. 1825 erhielt der Kirchturm eine neue Haube, 1829 wurde die Kirche innen renoviert, und 1834 baute Urban Kreutzbach aus Borna eine neue Orgel ein. Bis 1924 war Zeschwitz eine eigene Pfarrei, dann wurde es Filialkirche von Böhlen.
Zeschwitz besaß kein Rittergut, deshalb wurde die Gerichtsbarkeit von benachbarten Grundherren anteilig wahrgenommen. Ab 1764 war es kursächsisches Amtsdorf, also dem landesherrlichen Amt Pegau unmittelbar unterworfen. Dennoch wird angenommen, dass der größte Hof im Dorf einmal der Familie von Zweimen gehört hat. Ein Teil des Orts gehörte jedoch wie der benachbarte Forst Die Harth bis 1815 als Exklave zum hochstift-merseburgischen Amt Zwenkau, das später im Amt Lützen aufging und seit 1561 unter kursächsischer Hoheit stand. Mit diesem gehörte dieser Teil zwischen 1656/57 und 1738 zum Sekundogenitur-Fürstentum Sachsen-Merseburg. Durch die Beschlüsse des Wiener Kongresses kam der Westteil des Amts Lützen im Jahr 1815 zu Preußen. Der mit dem Ostteil des Amts Lützen beim Königreich Sachsen verbliebene Anteil von Zeschwitz wurde 1815 zunächst dem Kreisamt Leipzig zugeordnet, wurde aber später mit dem Pegauer Amtsanteil vereinigt. Zeschwitz kam 1856 zum Gerichtsamt Zwenkau und 1875 zur Amtshauptmannschaft Leipzig. Die Einwohnerzahl von Zeschwitz betrug 1834 229 und stieg bis in die 1920er und 1930er Jahre auf etwa 400.

Weg durch die Harth nach Zeschwitz, Gasthof zur Deutschen Eiche, um 1910

Bis etwa 1940 war Zeschwitz ein beliebtes Wanderziel der Leipziger vom Bahnhof Gaschwitz aus durch die Harth. Deshalb wurden auf alten Postkarten gern die gut gefüllten Biergärten der Gasthöfe in Zeschwitz abgebildet.
Ab 1921 hatte die Aktiengesellschaft Sächsische Werke (ASW) in Böhlen mit dem Aufschluss eines Braunkohletagebaus begonnen, aus dem 1924 die erste Kohle gefördert wurde. Zeschwitz lag im unmittelbaren Einzugsgebiet. Deshalb hatte die ASW bereits Mitte der 1920er Jahre begonnen, Landwirtschaftsbetriebe und Häuser in Zeschwitz aufzukaufen. Zu Beginn der 1940er Jahre standen die Bagger des Tagebaus Zwenkau nahe an den Häusern von Zeschwitz. Am 1. Mai 1943 war die Räumung des Ortes abgeschlossen. Erstmals wurde ein ganzes Dorf für die Gewinnung von Braunkohle abgebrochen. Auf dem rekultivierten ehemaligen Bergbaugelände erinnert nichts mehr an das Dorf Zeschwitz.